# Онуфриев, Иван Андреевич
Иван Андреевич Онуфриев (1893—1938) — военачальник Рабоче-крестьянской Красной Армии, участник Первой мировой и Гражданской войн, конфликта на КВЖД. Кавалер трёх Орденов Красного Знамени (1922, 1922, 1930). Комдив (1935).

## Биография
Родился 30 апреля 1893 года в селе Багаряк Екатеринбургского уезда Пермской губернии.
Окончил начальную школу, после чего поступил на учёбу в сельскохозяйственное училище. Окончив его в 1909 году, работал на винокуренном заводе, на хуторе. В октябре 1914 года Онуфриев был призван на службу в царскую армию. Окончил учебную команду и Чистопольскую школу прапорщиков. Участвовал в боях Первой мировой войны, дослужился до звания поручика, неоднократно отличался в боях. После Февральской революции избирался в выборные военные комитеты. В апреле 1917 года вступил в партию большевиков. Демобилизовавшись из армии, Онуфриев вернулся на Урал, где стал заниматься нелегальной партийной деятельностью. Был арестован местными эсеровскими властями и осуждён к смертной казни, но сумел бежать. В январе 1918 года вступил в Красную Гвардию.
В мае 1918 года Онуфриев пошёл на службу в Рабоче-крестьянскую Красную Армию. Участвовал в боях Гражданской войны, будучи командиром полка, бригады. Неоднократно отличался в боях, был ранен.
В 1919 году на Восточном фронте 3-я бригада 29-й стрелковой дивизии под командованием Онуфриева совершила многовёрстный переход и 21 мая разгромила крупные силы противника, захватив в плен два батальона пехотинцев и 14 пулемётов. 8 и 26 июля 1919 года Онуфриев лично поднял в атаку части своей бригады, вынудив противника оставить Глазов и Пермь. В тех боях бригада взяла в плен более 10 тысяч солдат и офицеров белой армии, 100 пулемётов и большое количество боевой техники и вооружений. Приказом Революционного Военного Совета Республики № 75 от 13 марта 1922 года командир бригады Иван Онуфриев был награждён первым орденом Красного Знамени РСФСР.
Вторым орденом был награждён за то, что в бою за село Пышма 8 августа 1919 года был ранен, но не оставил строя, продолжал руководить действиями бригады до полного занятия села и только на следующий день вследствие сильной кровопотери был эвакуирован в госпиталь. Приказом Революционного Военного Совета Республики № 94 от 12 апреля 1922 года командир бригады Иван Онуфриев был вторично награждён орденом Красного Знамени РСФСР.
После окончания Гражданской войны Онуфриев продолжил службу в Рабоче-крестьянской Красной Армии. Командовал различными дивизиями. В 1922 году он окончил Высшие академические курсы при Военной академии РККА (впоследствии — Военная академия имени М. В. Фрунзе). К концу 1920-х годов командовал 2-й Приамурской стрелковой дивизией, во главе которой участвовал в боях с китайскими войсками на КВЖД. Приказом Революционного Военного Совета СССР от 22 февраля 1930 года командир дивизии Иван Онуфриев был награждён третьим орденом Красного Знамени.
Продолжал службу в армии. В 1931 году Онуфриев окончил курсы командиров-единоначальников при Военно-политической академии. Служил ответственным инструктором в Центральном Совете Осоавиахима СССР.
1 августа 1937 года Онуфриев был арестован органами НКВД СССР по обвинению в участии в «военно-фашистском заговоре». 25 апреля 1938 года Военная коллегия Верховного Суда СССР приговорила его к высшей мере наказания — расстрелу. Приговор был приведён в исполнение в тот же день, прах захоронен на полигоне «Коммунарка».
Посмертно реабилитирован Решением Военной коллегии Верховного Суда СССР от 6 июля 1957 года.

## Память
Улица Начдива Онуфриева в Екатеринбурге.